# Dangun
Dangun (단군?, 檀君?, Tan'gunMR; [tan.ɡun]), anche noto come Dangun Wanggeom (단군왕검?, 檀君王儉?, Tan'gun WanggŏmMR;  [tan.ɡun waŋ.ɡʌm]; fl. XXIV secolo a.C.), è il progenitore del popolo coreano e il leggendario fondatore del Gojoseon, che costituì per tradizione nel 2333 a.C..
Noto come "nipote del cielo", fu venerato dalle generazioni successive come divinità, divenendo parte della religione tradizionale coreana. È inoltre a lui intitolata una forma del taekwondo riconosciuta dalla International Taekwon-Do Federation.

## Mito
Il più antico riferimento a Dangun è il mito di fondazione del Gojoseon riportato nel Samguk yusa, una raccolta storiografica del XIII secolo, che cita come fonti il Gogi (고기?, 古記?), un documento storico coreano andato perduto, e il Wei Shu, un testo cinese non ben identificato, da non confondersi con il Libro degli Wei, in cui la storia non compare. Versioni simili ma meno note sono riportate anche nel poema Jewang ungi di Yi Seung-hyu (1287), nel commentario Eungje siju di Kwon Ram (1461), negli Annali di Sejong il Grande (1452-1454) e nel Dongguk yeoji seungnam (Dizionario geografico coreano, 1481).
Il testo racconta che i genitori di Dangun erano Hwanung, il secondogenito del Signore del Cielo Hwanin, e Ungnyeo, un'orsa che si trasformò in una donna dopo aver trascorso ventun giorni in una caverna nutrendosi soltanto di artemisia e aglio. Dangun fondò un regno che chiamò Joseon (noto come Gojoseon in epoca moderna), il quale ebbe come capitali prima Pyongyang e poi Asadal sul monte Baegak. Governò per 1.500 anni, fino all'età di 1.908 anni, quando gli succedette Gija, un emissario di Zhou Wuwang. A quel punto Dangun si trasferì nella città di Jangdanggyeong, ma in seguito fece ritorno ad Asadal e divenne una divinità della montagna.

### Analisi
Il mito di Dangun racconta dell'unione tra un padre del cielo e una madre della terra, ragion per la quale si crede che sia nato dopo l'introduzione del patriarcato in Corea. Nonostante il protagonista del racconto non sia Dangun, ma piuttosto suo padre Hwanung, quest'ultimo non è considerato il progenitore del popolo coreano perché la città che governava, Sinsi, era abitata da persone etnicamente diverse da quelle che vivevano nel Gojoseon fondato da Dangun. Il racconto sembra quindi essere la metafora della conquista, da parte di un gruppo etnico invasore che si dedicava all'agricoltura e all'adorazione del Sole (Hwanung), di una tribù indigena che venerava il totem dell'orso (Ungnyeo).
Per la ricercatrice Choi Moon-hyoung, il tema principale del mito è l'idea di Hongik ingan (홍익인간?, 弘益人間?; lett. "dedizione al benessere dell'umanità"), e la storia esprime il susseguirsi dei suoi concetti principali (la divinità, il miglioramento della qualità della vita umana, e la conclusione che l'umano sia divino) attraverso i tre dei Hwanin, Hwanung e Dangun. Quest'ultimo rappresenterebbe l'uomo ideale secondo il pensiero coreano, ovverosia una fusione di umano e divino, cielo e terra.

### Accoglienza
Dangun è una figura centrale del nazionalismo coreano, sebbene il mito lo identifichi soltanto come primo re della Corea e non come progenitore del popolo coreano, una concezione che si è affermata soltanto nel corso del XX secolo, anche se ha origini più antiche. Il primo ad affermare che i coreani discendessero da Dangun fu Kwon Geun (1352-1409), che propose la Samhan jeongtong ron ("Tesi sulla legittimità dei Tre Han"); in un secondo momento, lo studioso neoconfuciano Yi Ik (1629-1690) la perfezionò per sostenere che la Corea fosse antica e civilizzata tanto quanto la Cina. In realtà, il mito stesso contraddice la teoria che tutti i coreani siano discendenti di Dangun perché racconta che un altro popolo abitava in quell'area quando suo padre Hwanung scese sulla terra, ma al mondo accademico e politico del Joseon interessava legittimare il proprio Stato come successore del Gojoseon, non stabilire dei legami biologici.
Durante il periodo coloniale, il Giappone sostenne che Dangun fosse un fratello di Susanoo. I suoi storici negarono l'esistenza del Gojoseon, argomentando che non potesse esserci uno Stato simile durante l'età della pietra perché la Corea non aveva avuto un'età del bronzo, ma solo un'età del ferro grazie all'immigrazione dalla Cina, e fissarono l'inizio della civiltà coreana al periodo di Wiman Joseon e delle successive Quattro comanderie di Han. Datarono inoltre la comparsa del mito all'invasione mongola della Corea, anche se questa teoria non è ritenuta attendibile. Fu in quest'epoca che Dangun si trasformò definitivamente nel leggendario capostipite del popolo coreano sulla spinta del nazionalismo in ascesa, relegando Gija – un rifugiato cinese realmente esistito che si stabilì in Corea – ad un ruolo marginale. Secondo lo storico Mark Peterson, il mito di Dangun era più popolare tra chi voleva che la Corea fosse un paese indipendente, mentre il mito di Gija era diffuso tra chi preferiva che la Corea avesse legami con la Cina.

## Datazione

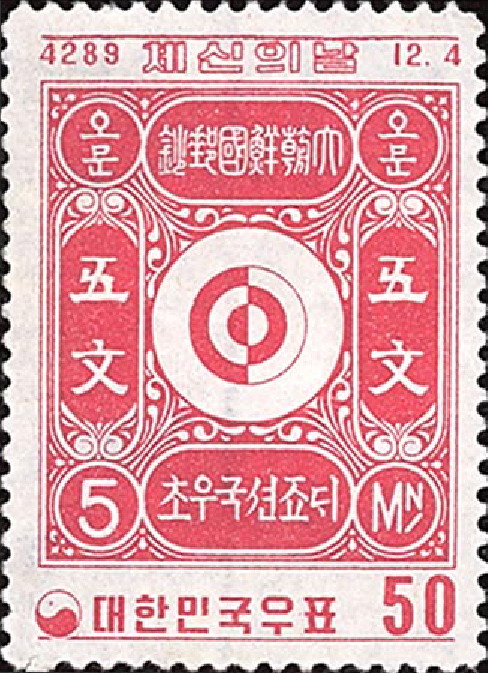
Francobollo sudcoreano che riporta come anno di emissione, in alto a sinistra, il 4289 dell'era Dangi (1956).

Il regno di Dangun è tradizionalmente calcolato a partire dal 2333 a.C. sulla base del Dongguk tonggam, una cronaca della storia antica della Corea redatta da Seo Geo-jeong nel XV secolo. Le fonti concordano che fosse un contemporaneo dell'imperatore Yao (anni tradizionali: 2356-2256 a.C.), anche se le date variano leggermente: il Samguk yusa afferma che fondò Gojoseon nel cinquantesimo anno dopo l'ascesa di Yao al trono della Cina, gli Annali della dinastia Joseon, invece, durante il primo anno, mentre il Dongguk tonggam riporta il venticinquesimo anno. Per la Corea del Nord, Dangun fondò Gojoseon all'inizio del XXX secolo a.C..
Dal 1948 al 1961, la Corea del Sud ha usato il calendario Dangi (단기?, 檀紀?), contando gli anni a partire dal 2333 a.C.. Dal 16 maggio 1962 è passata al calendario gregoriano.

## Mausoleo

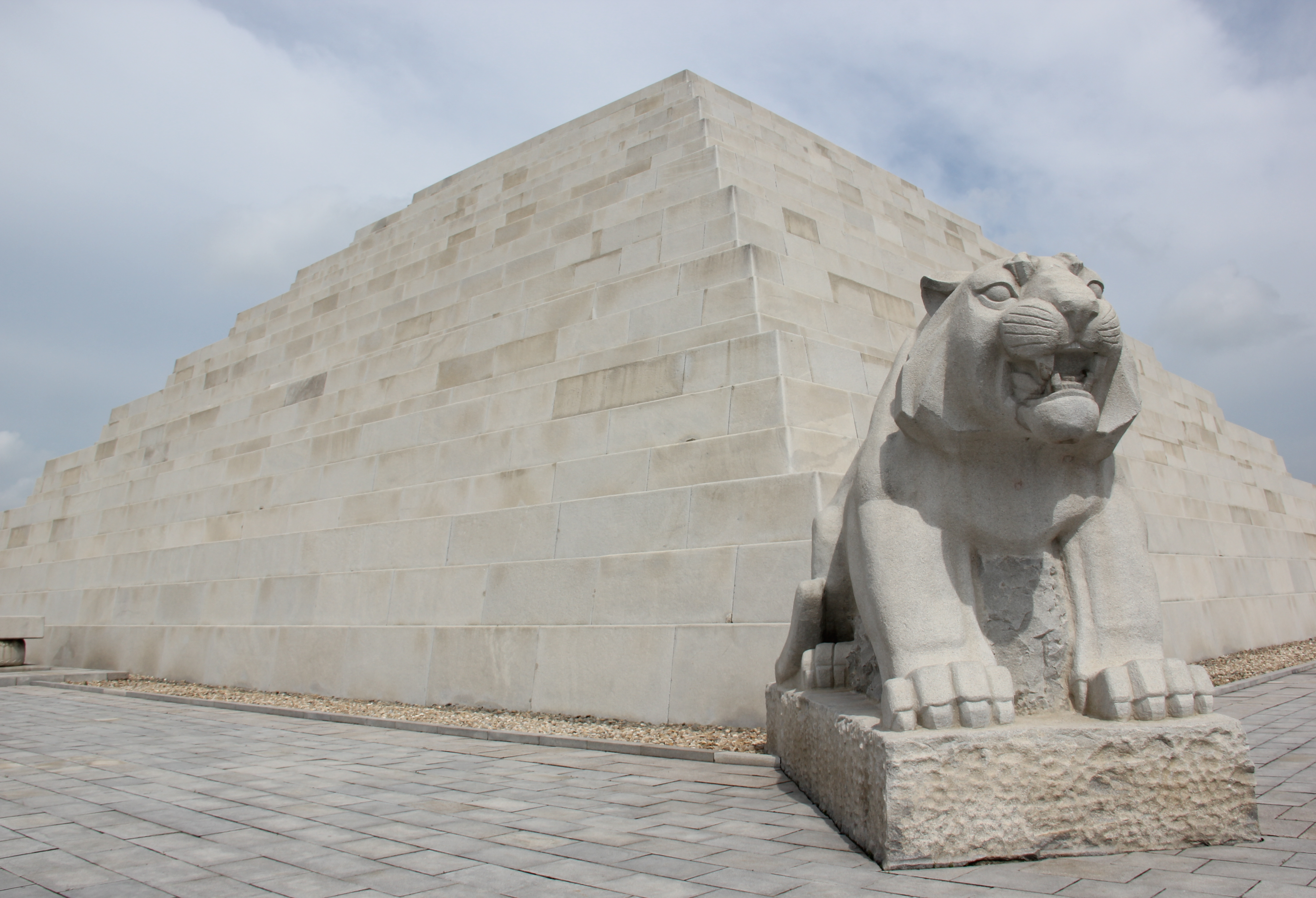
Mausoleo di Dangun.

In Corea del Nord, Dangun venne considerato dagli storici un mito feudale finché il nazionalismo e il culto della famiglia non risvegliarono l'interesse per la sua figura. Secondo il leader nordcoreano Kim Il-sung, egli non era un personaggio leggendario, ma storico, pertanto incaricò gli archeologi di trovarne le spoglie e la tomba. A febbraio 1993 dichiararono di aver individuato il luogo di sepoltura nei sobborghi di Pyongyang, dov'erano stati scoperti una corona di bronzo, alcuni ornamenti e 86 ossa risalenti a oltre 5011 anni prima, che appartenevano a un uomo alto 170 centimetri e a una donna. Nell'ottobre 1994 venne eretto un mausoleo ai piedi del Monte Taebak, nel villaggio di Munhung-ri (contea di Kangdong): la struttura, realizzata con 1994 pietre, è alta 22 metri, lunga 50 metri per lato, e pesa 21 tonnellate.
Le affermazioni degli archeologici nordcoreani non vennero considerate con serietà all'estero, e i colleghi del Sud concordarono che non potesse trattarsi di resti autentici perché non era mai stato trovato bronzo più vecchio di 3000 anni nella penisola. Ciononostante, la Corea del Nord continuò a sostenere che la fondazione del Gojoseon fosse un evento storico realmente accaduto e rese Dangun parte della propria propaganda nazionalista.

## Culto
Dangun è venerato da diverse religioni popolari coreane quali Dangunmani Sungjohoe, Dangungyo e Gaecheongyo, e le sette Dongdogyo, Suungyo, Samdeokgyo, Dongdo Bupjong Geumgangdo e Daehan Bulgyo Mireukjong.
Nel 1909 Na Cheol (1864-1916), uno studioso-funzionario di basso rango, fondò il Daejonggyo ("religione del divino progenitore"), un culto di stampo nazionalista dedicato a Dangun, Hwanin e Hwanung. I suoi seguaci consideravano che il 3 ottobre del calendario coreano fosse il giorno del Gaecheonjeol ("festival dell'apertura del cielo"), organizzando dei festeggiamenti ogni anno, e il Governo provvisorio della Repubblica di Corea stabilì che dovesse essere ricordato come Giornata Nazionale della Fondazione. Fu designato festa nazionale nel 1949, senza convertire la data a quella corrispondente del calendario solare, bensì mantenendo il 3 ottobre, stavolta però del calendario gregoriano.